# Никандр (Молчанов)
Епископ Никандр (в миру Николай Дмитриевич Молчанов; 1 (13) апреля 1852 — 5 (18) июня 1910) — епископ Русской православной церкви, архиепископ Литовский и Виленский. Духовный писатель, магистр богословия.

## Биография
Родился 1 апреля 1852 году в семье диакона Московской епархии.
Окончил Московскую духовную семинарию (1874) по первому разряду.
В 1878 году окончил Московскую духовную академию со степенью кандидата богословия и назначен преподавателем греческого языка в Тамбовской духовной семинарии.
30 января 1884 года за свой труд «Подлинность четвёртого Евангелия и отношение его к трём первым Евангелиям», удостоен степени магистра богословия.
18 июля 1885 года пострижен в монашество, 20 июля рукоположен во иеродиакона, а 21 июля — во иеромонаха и назначен ректором Тамбовской духовной семинарии с возведением 30 августа в сан архимандрита.
10 февраля 1891 года хиротонисан во епископа Нарвского, викария Санкт-Петербургской епархии. В 1893 году отпевал русского композитора Петра Ильича Чайковского.
19 декабря 1893 года назначен ректором Санкт-Петербургской духовной академии, с оставлением викарием той же епархии.
С 23 августа 1895 года — епископ Симбирский и Сызранский.
С 1903 года — почётный член Казанской духовной академии.
23 апреля 1904 года — архиепископ Литовский и Виленский.
В 1906 году был создан паломнический комитет. Большим тиражом издавались брошюры духовно-нравственного содержания. Стараниями архипастыря начал выходить в свет «Вестник Виленского Свято-Духовского Братства».
В 1909 году был назначен в Священный Синод для присутствия.
Скончался 5 июня 1910 года находясь в пути в Санкт-Петербург, от сердечной болезни. Погребён в склепе под солеей предела святых равноапостольных Константина и Елены в Свято-Духовом соборе Виленского мужского монастыря.

## Сочинения
- «Подлинность четвёртого Евангелия и отношение его к трём первым Евангелиям». (Магистерская диссертация). Тамбов, 1883.
- «Естественный гуманизм и христианство в их сходных, по-видимому, нравственных идеях». Тамбов, 1884.
- «Историческая справка к 5-11 стихам XIV гл. Евангелия от Матфея». СПБ, 1895.
- «Речь пред молебствием в Казанском соборе 28 августа 1891 года». "Приб. к «ЦВ» 1891, № 36, с. 1211.
- «Речь архп. Никандра при наречении его во епископа Нарвского». "Приб. к «ЦВ» 1891, № 7, с. 206.
- «Речь пред открытием съезда представителей православных Западно-русских братств в Вильне 9 августа 1909 года». "Приб. к «ЦВ» 1909, № 33, с. 1509—1514.
- «Речь при вручении жезла епископу Гермогену, назначенному вик. Донской епархии 9 мая 1910 года». "Приб. к «ЦВ» 1910, № 21, с. 831.
- «Архипастырские советы и благопожелания духовной академии». (Прощальная речь к наставникам и студентам СПБ духовной академии 2 сентября 1895 года). «Церк. Вестн.» 1895, № 36, с. 1128—1131.
- «Носители духовного просвещения». (Напутственная речь студентам, окончившим курс СПБ академии 13 июня 1895 года). «Церк. Вестн.» 1895, № 25, с. 777—781.
- «Слово по случаю торжества в церкви преп. Сампсона странноприимца 27 июня 1895 года». «Церк. Вестн.» 1895, № 28, с. 877—880.
- «Речь к новопостриженным инокам Анатолию в мире свящ. Алексию Каменскому и Сергию в мире Сергию Тихомирову 26 августа 1895 года». «Церк. Вестн.» 1895, № 35, с. 1103—1107, 1123.